# Catocala obliterata
Catocala obliterata är en fjärilsart som beskrevs av Schwarz 1919. Catocala obliterata ingår i släktet Catocala och familjen nattflyn. Inga underarter finns listade i Catalogue of Life.